# Агавнадзор (Вайоц-Дзор)
Агавнадзор (вірм. Աղավնաձոր) — село в марзі Вайоц-Дзор, на півдні Вірменії. Село розташоване за 12 км на захід від міста Єхегнадзора, поруч з селами Гетап, Арені, Рінд та Єлпін.

## Населення
Населення села — вірмени, у тому числі, нащадки переселенців 1828—1829 років з Хойя і Салмаста. Село було зруйновано і відбудовано наново на початку XX століття.
Динаміка населення показана в таблиці.
| Рік       | 1897 | 1926 | 1939 | 1959 | 1979 | 2001 | 2009 |
| Населення | 851  | 1321 | 1775 | 1485 | 1800 | 1948 | 2098 |

## Історія
У XIX столітті входив до Шарур-Даралагязського повіту Ериванської губернії. Назва села багаторазово змінювалося. Нинішню назву, що буквально означає «голубине ущелина», отримало 10 вересня 1946.
В околицях околицях села є пам'ятки історії. За 4 км на північ знаходиться напівзруйнована купольна церква XIII—XIV століть, звана Улгюрі. За 3 км на південь є залишки каравансараю, що розташовувався на старій дорозі до Ірану. За 2 км на північ у високогірній місцевості Міраш знаходяться руїни поселення. Біля села розташований Ванко Дзор з церквою Сурб Аствацацін X—XI століть і надгробним каменем, датованим 1009 роком.

## Сьогодення
Збудований водовід Єхегіс — Агавнадзор — Єлпін з охопленням зрошуваної площі в 5000 гектарів.
Серед занять місцевого населення (за даними на 1980-ті роки) — садівництво (виноградарство), вирощування тютюну, зернове землеробство, тваринництво (в основному, вирощування птахів і свиней).

## Видатні уродженці
- Імовірно, в Агавнадзорі народився архітектор Момік (близько 1339 року).
- Саркісян Самвел Фрунзіковіч (вірм. Սամվել Սարգսյան, 17 липня 1966) — депутат Парламенту Вірменії.[2]
- Матевосян Вардгес Гедеонович (1945-2010) — вірменський державний діяч.